# The Intruders
The Intruders (Brasil: A Casa do Medo ) é um filme de terror canadense dirigido por Adam Massey e estrelado por Miranda Cosgrove. Foi lançado diretamente em DVD.

## Sinopse
Uma jovem (Miranda Cosgrove) se muda para sua casa nova, e agora tenta descobrir os segredos que rondam o local.

## Recepção
No agregador de críticas dos Estados Unidos, o Rotten Tomatoes, na pontuação onde a equipe do site categoriza as opiniões da  grande mídia e da mídia independente apenas como positivas ou negativas, o filme tem um índice de aprovação de 17% calculado com base em 6 comentários dos críticos. Por comparação, com as mesmas opiniões sendo calculadas usando uma média aritmética ponderada, a nota alcançada é 3.5/10.
Em sua crítica para o Movie Chambers, Paul Chambers avaliou com um "C+" dizendo que "parei de contar os clichês depois de um tempo e apenas sentei e apreciei um elenco muito fotogênico e uma história familiar. A câmera adora Miranda Cosgrove, e ela é convincente como a jovem torturada."
Em uma revisão para o Toronto Film Scene, William Brownridge disse que o filme pode ser bom para os fãs PG-13 (menores de 13 anos) que acompanha a carreira da Miranda Cosgrove e estão pensando em assistir alguns filmes assustadores, mas para os mais velhos, assistir esse é um pouco difícil.